# Caquelon

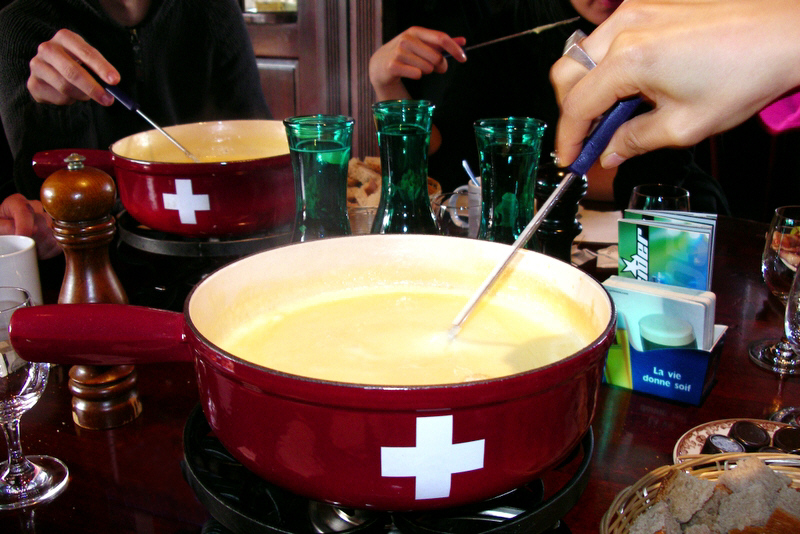
Caquelon.

El caquelon es una cazuela de hierro fundido, barro cocido o porcelana usada tradicionalmente en Suiza y en Francia, y adecuada para preparar fondues de queso, entre otros platos. 
El término procede del francés y se utiliza principalmente en Suiza, así como en el Jura francés y en los Alpes. El caquelon siempre tiene un único mango alargado y redondeado. El fondo del caquelon debe tener un buen espesor, de forma que el queso fundido no se queme cuando se ponga al fuego del réchaud. En el alemán de Suiza, la costra formada por el queso en el fondo se llama tradicional y pintorescamente con el término Grossmutter (‘abuela’).